# Çavuşlu, Midyat
Çavuşlu là một thị trấn thuộc huyện Midyat, tỉnh Mardin, Thổ Nhĩ Kỳ. Dân số thời điểm năm 2010 là 4.945 người.